# Langkawi
L'isola di Langkawi è la maggiore dell'arcipelago omonimo, formato da 99 isole, e fa parte dello Stato federato del Kedah, in Malaysia. Il principale centro abitato dell'isola è la cittadina di Kuah situata in un golfo nella parte meridionale dell'isola.

## Geografia
Langkawi è situata nella parte settentrionale dello Stretto di Malacca dove questo si apre verso il mar delle Andamane nei pressi del confine tra Malaysia e Thailandia. Pochi chilometri a nord si trova l'isola thailandese di Ko Tarutao.
L'intero arcipelago ha una superficie di 478 km², Pulau Langkawi è l'isola principale ha una superficie di 320 km² e si estende da nord a sud per circa 25 km, da est a ovest per poco meno. Le coste sono caratterizzare da pianure alluvionali mentre l'interno dell'isola è prevalentemente collinare, la cima più alta è il Gunung Raya (883 m s.l.m.), l'isola è ricoperta per tre quarti da foresta pluviale tropicale.

### Clima
Il clima è caldo e umido tutto l'anno, la collocazione geografica protetta da un lato dalla penisola Malese e dall'altra dall'isola di Sumatra la ripara dai monsoni e da eventi atmosferici estremi. La stagione delle piogge è tra agosto e ottobre.
| Dati meteo          | Mesi | Mesi | Mesi | Mesi  | Mesi  | Mesi  | Mesi  | Mesi  | Mesi  | Mesi  | Mesi  | Mesi | Anno    |
| Dati meteo          | Gen  | Feb  | Mar  | Apr   | Mag   | Giu   | Lug   | Ago   | Set   | Ott   | Nov   | Dic  | Anno    |
| ------------------- | ---- | ---- | ---- | ----- | ----- | ----- | ----- | ----- | ----- | ----- | ----- | ---- | ------- |
| T. max. media (°C)  | 33,0 | 33,2 | 33,0 | 32,3  | 31,7  | 31,5  | 31,1  | 30,8  | 30,6  | 30,7  | 31,3  | 31,5 | 31,7    |
| T. min. media (°C)  | 24,3 | 24,3 | 24,7 | 25,0  | 25,2  | 24,9  | 24,6  | 24,6  | 24,4  | 24,3  | 24,5  | 24,3 | 24,6    |
| Precipitazioni (mm) | 19,2 | 34,4 | 99,1 | 191,1 | 210,5 | 250,4 | 267,0 | 326,3 | 335,3 | 362,9 | 192,6 | 56,2 | 2 345,0 |
| Giorni di pioggia   | 2    | 3    | 7    | 12    | 15    | 14    | 15    | 17    | 18    | 19    | 13    | 5    | 140     |

Fonte dei dati: Malaysia Meteorological Department

## Storia
L'isola è stata per lungo tempo sotto la dominazione del sultanato di Kedah, dopo il dominio britannico in epoca coloniale durante la seconda guarra mondiale venne controllata per un breve periodo dalla monarchia thailandese, alcuni aspetti dell'influenza thailandese sono tuttora percepibili.
Dopo la seconda guerra mondiale divenne base di bande di pirati che controllavano la parte settentrionale dello Stretto di Malacca.
Lo sviluppo dell'isola fu avviato a partire dal 1986 quando Mahathir Mohamad, all'epoca primo ministro del paese ma che aveva lavorato come medico sull'isola, spinse per modernizzare l'isola e trasformarla in una meta turistica. All'industria turistica ha dato forte impulso anche la dichiarazione di Langkawi come area duty-free.

## Economia
Benché l'isola sia diventata una delle principali mete turistiche della Malaysia l'attività prevalente nell'entroterra rimane l'agricoltura e in particolare la coltivazione del riso.

## Turismo

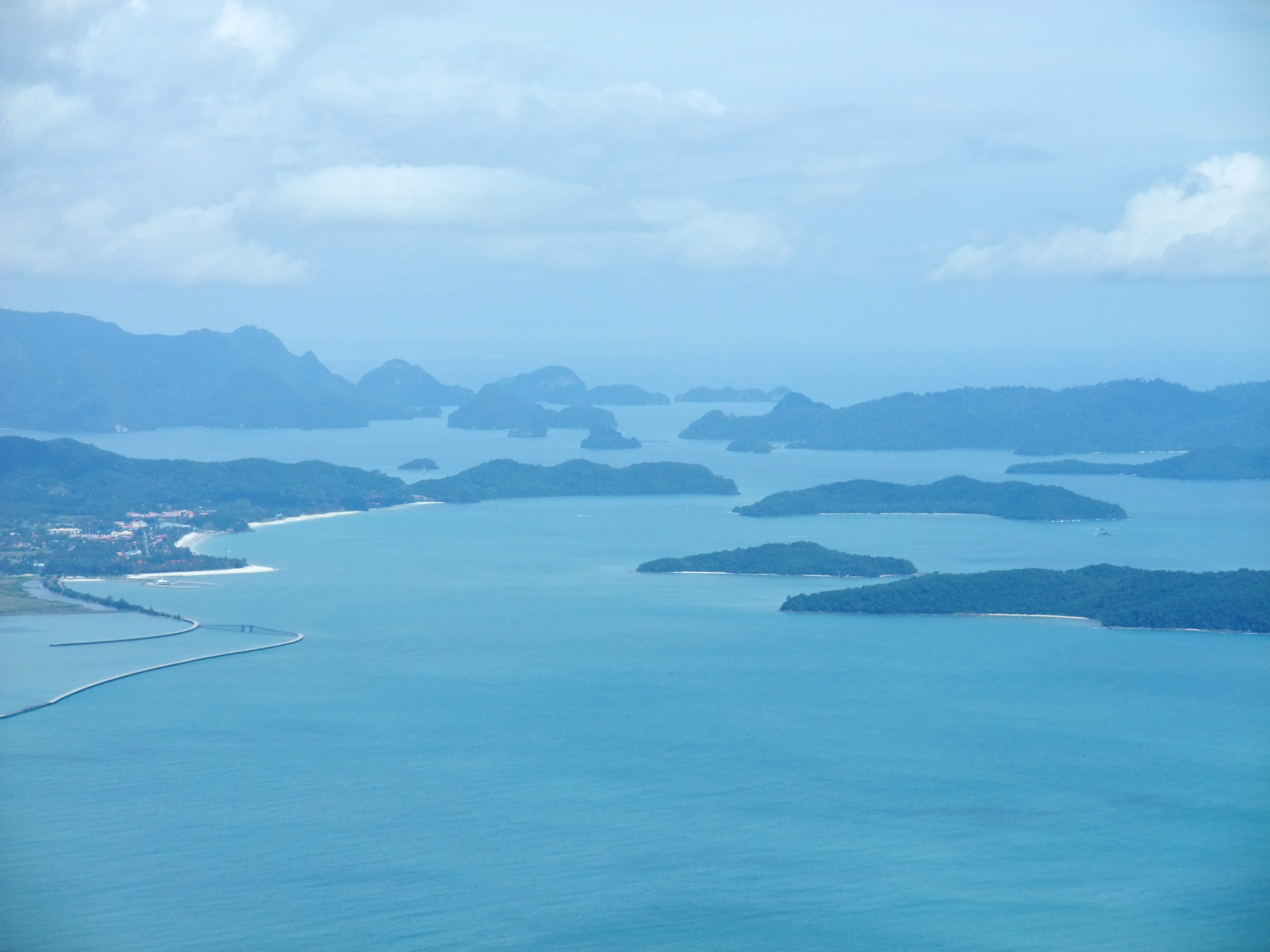
Isole dell'arcipelago di Langkawi

Il 1º giugno del 2007 l'intero arcipelago di Langkawi è entrato a far parte della rete mondiale dei geoparchi dell'UNESCO Le tre aree protette principali del geoparco sono il Machinchang Cambrian Geoforest Park, Kilim Karst Geoforest Park e Dayang Bunting Marble Geoforest Park caratterizzati da diversi habitat. I tre parchi sono tra le mete più visitate nel geoparco.
Una delle principali attrazioni dell'isola è la Langkawi Sky Bridge, un ponte pedonale strallato lungo 125 m dal quale si gode di una vista panoramica sulla valle sottostante e le sue cascate. Il ponte si trova 700 m s.l.m. e vi si accede tramite un ascensore inclinato che parte dalla stazione finale della funivia chiamata Langkawi Cable Car.
La Maha Tower, una torre alta 138 metri con due piani di osservazione (il più elevato a 90 metri), è stata costruita in onore dell'ex primo ministro Mahathir Mohamad, il padre della Malesia moderna, autore del piano di sviluppo e industrializzazione che ha iscritto il Paese tra le tigri asiatiche.